# Цекавый, Геннадий Степанович
Геннадий Степанович Цекавый (30 октября 1921, Москва — 10 сентября 1976, Москва) — советский кинооператор киностудии «Мосфильм». Лауреат Государственной премией СССР (1979, посмертно).

## Биография
Родился в 1921 году в Москве.
Осеню 1940 года призван в армию, начало Великой Отечественной войны встретил на границе в Белоруссии, лейтенант 223-го гаубичного артполка 85 стрелковой дивизии. Уже на четвёртый день войны отступлении был ранен и попал в плен. Вначале был лагере для военнопленных Шталаг II H (302) (он же Stalag 323/Oflag II-D, под Сосновице в Борне-Сулиново), затем в концлагере Заксенхаузен, лагерный номер: 6138, затем ещё в нескольких лагерях. Пытался бежать. Освобождён советскими войсками в 1944 году, после проверки и лечения отправлен в действующую армию, до конца войны был шофёром, демобилизован в июне 1946 года.
В 1953 году окончил ВГИК (мастерская Александра Гальперина).
Получил распределение на киностудию «Мосфильм».
С первой самостоятельной полнометражной постановки работал в паре с Виктором Якушевым, творческое содружество с которым продолжалось до конца жизни. Вместе они сняли более дюжины фильмов, в том числе советско-финский фильм «Сампо» (1958), «Алые паруса» (1961), «Директор» (1969), за работу на кинодилогии «Любовь земная» (1974) и «Судьба» (1977) вместе награждены Государственной премией СССР (1979, Цекавый посмертно).
Умер в 1976 году, похоронен Востряковском кладбище.

## Призы и награды
- 1979 — Государственная премия СССР — за кинодилогию «Любовь земная» (1974) и «Судьба» (1977)
- 1978 — Золотая медаль имени А. П. Довженко — за кинодилогию «Любовь земная» (1974) и «Судьба» (1977)

## Фильмография
- 1958 — Сампо (совместно с В. Якушевым)
- 1961 — Алые паруса (совместно с В. Якушевым)
- 1962 — Бей, барабан! (совместно с В. Якушевым)
- 1963 — Пропало лето (совместно с В. Якушевым)
- 1965 — Скелет Аполлона (киноальманах «Бывает и так») (совместно с В. Якушевым)
- 1966 — Айболит-66 (совместно с В. Якушевым)
- 1967 — Бабье царство (совместно с В. Якушевым)
- 1970 — Директор (совместно с В. Якушевым)
- 1970 — И был вечер, и было утро… (совместно с В. Якушевым)
- 1972 — Сибирячка (совместно с В. Якушевым)
- 1973 — Озорные частушки (короткометражный) (совместно с В. Якушевым)
- 1974 — Любовь земная (совместно с В. Якушевым)
- 1977 — Судьба (совместно с В. Якушевым)